# Armaz Akhvlediani
 (mai 2021).
Pour les articles homonymes, voir Akhvlediani.
Armaz Akhvlediani (en géorgien : არმაზ ახვლედიანი ; né le 18 janvier 1970 à Batoumi) est un académicien et homme politique géorgien, député au Parlement de Géorgie de 1995 à 2004 et depuis 2020. 
Ancien membre de l'Union des citoyens de Géorgie (UGC), parti au pouvoir dan les années 1990, soutien du président Edouard Chevardnadzé, il quitte la scène politique à la suite de la révolution des roses, avant de faire un retour avec l'arrivée au pouvoir du Rêve géorgien en 2012. En 2016, il quitte le parti puis rejoint le parti d'opposition Géorgie européenne avec lequel il remporte un siège aux élections parlementaires de 2020. Il est le premier membre du parti à entrer au Parlement en 2021 après un boycott de six mois par la majorité de l'opposition parlementaire, brisant la ligne de son parti.

## Biographie
Armaz Akhvlediani est né le 18 janvier 1970 à Batoumi, alors en République socialiste soviétique autonome d'Adjarie. Il poursuit ses études en Russie et reçoit un diplôme de la faculté de philosophie de l'Université d'État de Moscou en sciences politiques en 1991. Il y continue ses études et reçoit son doctorat pour sa rédaction en 1995 de l'« Évolution de la propriété aux États-Unis et ses aspects socio-politiques ».
En Géorgie, il travaille d'abord comme professeur à l'Université d'État de Batoumi entre 1992 et 1997, puis devient professeur à l'Université d'État de Tbilissi en 1999, une position qu'il maintient aujourd'hui. Toujours en 1999, il fonde l'École d'Études politiques de Tbilissi, une école privée dont le but exprimé est de « faire comprendre à la société civile qu'il est impossible de construire un État normal sans culture et institutions démocratiques ». Il reste directeur de l'EEPT.
Akhvlediani entame sa carrière politique en 1993 comme assistant au vice-président du Conseil suprême d'Adjarie. Il est promu un an plus tard et devient l'assistant d'Aslan Abachidze, un tyran local qui gouverne la république autonome d'Adjarie avec une main de fer tout en menant une politique nationale d'opposition au gouvernement d'Edouard Chevardnadze. En 1995, il est élu au Parlement de Géorgie lors des premières élections parlementaires du pays, étant présent dans la liste électorale de l'Union du renouveau de la Géorgie (URG), le parti d'Abachidze. En 1999, il quitte l'URG et rejoint l'Union des citoyens de Géorgie (UCG), le parti au pouvoir d'Edouard Chevardnadze, et est réélu au Parlement dans la liste électorale de ce dernier. Il devient rapidement un proche allié de Chevardnadze et quand l'UCG se divise en 2001, il rejoint la fraction Tanadgoma, le groupe des députés réactionnaires contre les Réformateurs de Zourab Jvania. Durant cette période, il sert dans la Commission parlementaire qui étudie la crise séparatiste en Abkhazie et est un membre régulier des délégations parlementaires visitant la Russie.
À la suite de la révolution des roses de novembre 2003 qui renverse Chevardnadze et place au pouvoir Mikheïl Saakachvili, Akhvlediani quitte la politique en refusant de se présenter aux nouvelles élections parlementaires de 2004. Il fait toutefois un retour en 2012 avec l'arrivée au pouvoir du Rêve géorgien (RG) du milliardaire Bidzina Ivanichvili, qui remporte les élections parlementaires de cette année et met fin au régime autoritaire de Saakachvili. Il sert alors comme secrétaire du Conseil politique du RG.
En 2016, il quitte le RG et se présente en vain comme candidate sans étiquette aux élections parlementaires de 2016. En 2020, il rejoint le parti Géorgie européenne (GE), menée par trois anciens dignitaires du gouvernement de Saakachvili (Davit Bakradze, Guigui Ougoulava et Guiga Bokeria). Faisant partie de la liste électorale du GE dans les élections législatives de cette année, il est l'un des six élus GE à la 10e convocation du Parlement de Géorgie. À la suite d'allégations de fraude électorale, la GE est l'un des sept partis parlementaires à refuser d'entrer au Parlement et à proclamer un boycott, poussant le pays dans une crise politique, une crise qui dure jusqu'au pardon par la présidente Salomé Zourabichvili du prisonnier Guiorgui Rouroua et à la signature d'un accord entre les partis politiques sous les auspices du président du Conseil européen Charles Michel le 19 avril 2021.
Tandis que la GE n'est pas signataire de l'accord du 19 avril, Akhvlediani le signe néanmoins le 20 avril et commence ses fonctions de député le 27 avril.